# Sorbus yunnanensis
Sorbus yunnanensis är en rosväxtart som beskrevs av Ling Ti Lu. Sorbus yunnanensis ingår i släktet oxlar, och familjen rosväxter. Inga underarter finns listade i Catalogue of Life.